# Tumba de Júlio II
A Tumba de Júlio II é um conjunto decorativo e arquitetônico concebido pelo artista italiano Michelangelo, encomendado primeiramente em 1505 e finalizado em 1545 para servir de mausoléu ao Papa Júlio II. O projeto original era previsto para o interior da Basílica de São Pedro, onde estão sepultados os demais Papas, porém foi realizado na igreja de San Pietro in Vincoli, também em Roma, Itália. A igreja era uma das preferidas da Casa de Della Rovere, da qual Júlio II era procedente e foi também pela qual havia sido cardeal-presbítero.
Como concebido originalmente, a tumba seria uma estrutura colossal o suficiente para abrigar as figuras sobre-humanas de Michelangelo. Este projeto, no entanto, tornou-se um dos mais desafiadores para o artista quando o Papa, por motivos desconhecidos, interrompeu-o. Uma das motivações, segundo estudiosos, seriam os altos custos gerados pela reforma da Basílica de São Pedro, encabeçada por Bramante. Inspirado no Mausoléu de Halicarnasso, o projeto original consistia em uma estrutura piramidal de três níveis e 7 metros de altura com cerca de quarenta figuras em mármore. Após a morte do papa em 1513, a escala do projeto foi reduzida gradualmente até que em abril de 1532 atingiu a aparência que possui até aos dias atuais.

## Figuras
As esculturas do Escravo moribundo e do Escravo rebelde foram finalizadas, porém não incluídas no conjunto em sua escala final. Ambas, encontram-se atualmente no acervo do Louvre. Outra obra planejada para a tumba é o O Gênio da Vitória, atualmente exposta no Palácio Vecchio, em Florença.
Outras obras concebidas para a tumba são o Escravo Jovem, Atlas, Prisioneiro Barbado e Prisioneiro despertando. As esculturas de
Raquel e Lia, alegorias da vida contemplativa e da vida ativa, respectivamente, foram criadas por Raffaello da Montelupo, um dos discípulos de Michelangelo. Os demais detalhes são de autoria de outros aprendizes do artista.

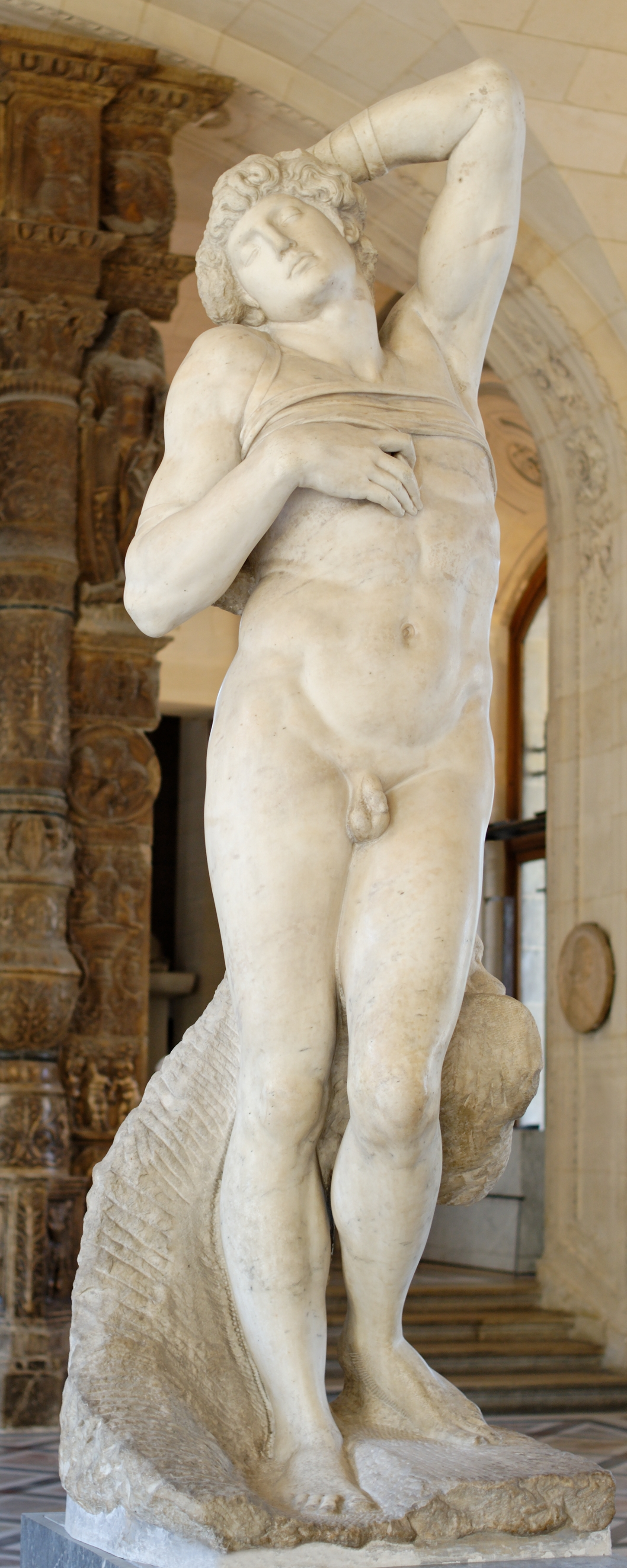
Escravo moribundo
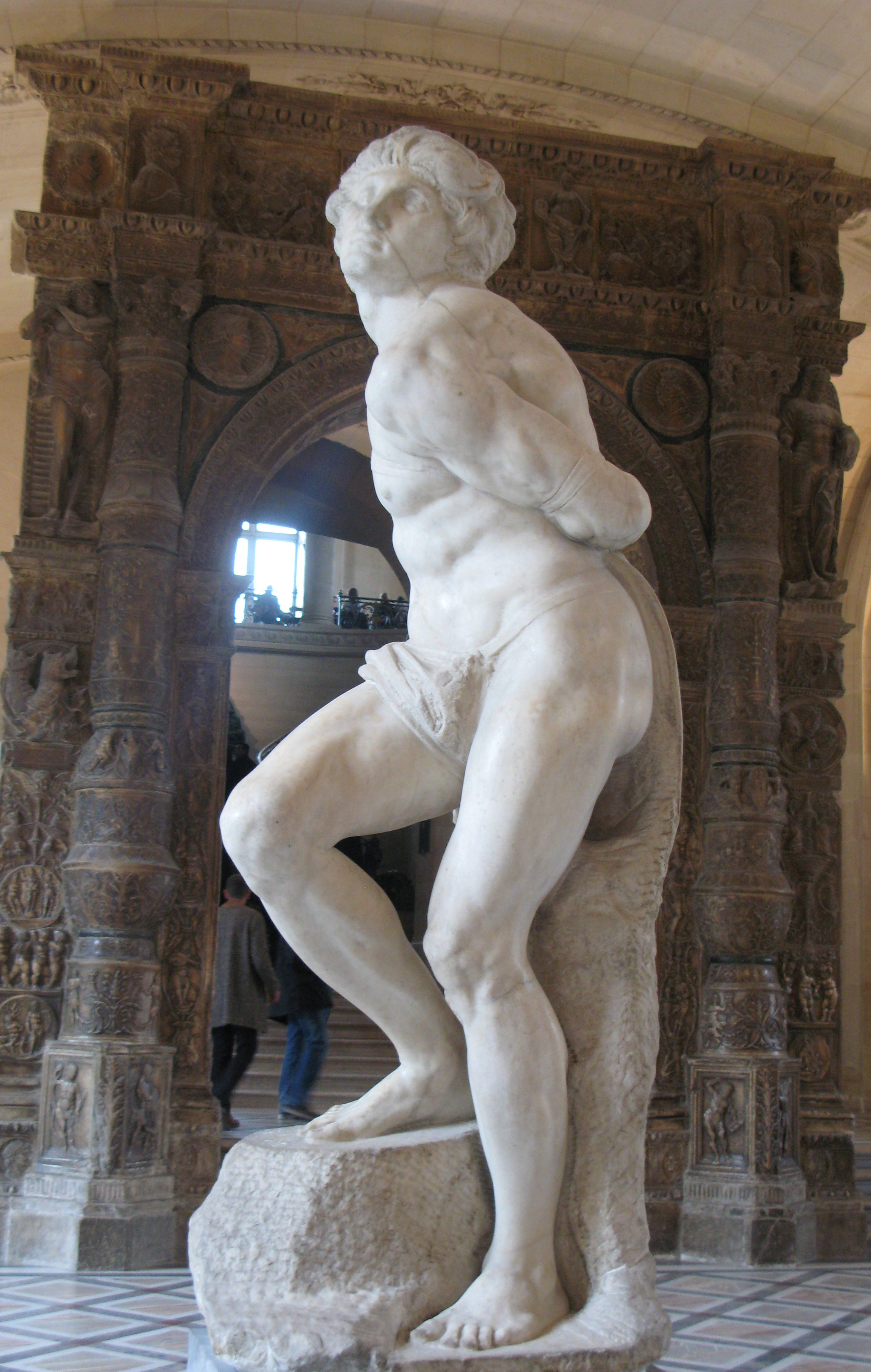
Escravo rebelde
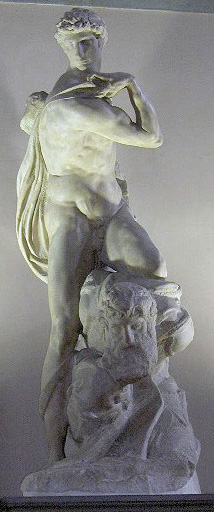
A Vitória